# 魏地春
魏地春（1965年8月—），男，江西安远人，中华人民共和国政治人物，曾任中国中央电视台分党组副书记、副台长，现任中华全国总工会副主席、书记处书记。